# Casper Ware
Casper Ware Jr (ur. 17 stycznia 1990 w Cerritos) – amerykański koszykarz grający na pozycjach rozgrywającego, obecnie zawodnik Sydney Kings.
Przez lata występował w letniej lidze NBA. Reprezentował Detroit Pistons (2013), Houston Rockets (2013), Philadelphia 76ers (2014), San Antonio Spurs (2015), Portland Trail Blazers (2018). Zaliczył też obozy przedsezonowe z Philadelphia 76ers (2014), Washington Wizards (2015), Melbourne United (2017, 2018).
23 marca 2019 został zawodnikiem BM Slam Stali Ostrów Wielkopolski. 11 kwietnia dołączył do australijskiego Sydney Kings.

## Osiągnięcia
Stan na 28 listopada 2019, na podstawie, o ile nie zaznaczono inaczej.
NCAA
- Uczestnik turnieju NCAA (2012)
- Mistrz:
  - turnieju konferencji Big West (2012)
  - sezonu zasadniczego Big West (2011, 2012)
- Koszykarz roku Big West (2011, 2012)[5]
- MVP turnieju Big West (2012)
- Obrońca roku Big West (2011)
- Zaliczony do:
  - I składu:
    - Big West (2011, 2012)
    - turnieju Big West (2010–2012)
    - najlepszych pierwszorocznych zawodników Big West (2009)

  - II składu Big West (2010)
  - honorable mention All-American (2011, 2012 przez Associated Press)
- Lider Big West w:
  - asystach (4,8 – 2010)
  - przechwytach (2,1 – 2010)
  - liczbie:
    - celnych (94) i oddanych (264) rzutów za 3 punkty (2012)
    - oddanych (471) rzutów z gry (2012)
    - strat (102 – 2011)

Drużynowe
- Mistrz:
  - Francji (2016)
  - Australii (2018)
- Zdobywca pucharu Niemiec (2015)

Indywidualne
- MVP:
  - finałów mistrzostw Francji (2016)
  - II ligi włoskiej (2013)
  - kolejki EBL (25 – 2018/2019)[6]
- Zaliczony do I składu NBL (2017–2019)